# Cyclura
Cyclura Harlan, 1824 è un genere di sauri della famiglia degli Iguanidi, endemico delle Bahamas, delle Grandi Antille e delle Piccole Antille; ciascun gruppo di isole all'interno di questa divisione presenta la sua propria specie di iguana, tra le 9 specie attualmente ancora esistenti. Le Cyclura sono delle iguane piuttosto massicce, presentano una cresta dorsale di lunghe spine, più pronunciata nei maschi. La loro colorazione varia notevolmente da una specie all'altra, e, all'interno della stessa specie, anche da un'isola all'altra. Sono animali essenzialmente erbivori che si nutrono di foglie, di fiori e di frutti.
Le iguane Cyclura sono animali eterotermi, molto attivi durante la stagione calda, quando trascorrono alcuni minuti a riscaldarsi al sole prima di andare in cerca di cibo, ma molto meno d'inverno, quando rimangono la maggior parte del tempo all'interno del loro rifugio, seppure senza entrare in una vera e propria ibernazione. I maschi sono territoriali e difendono le femmine con le quali si accoppiano nel mese di maggio. Di solito depongono le loro uova in tane scavate da loro stesse in un substrato morbido, non troppo in profondità. Le uova si schiudono 65-90 giorni più tardi.
La popolazione di tutte le specie di Cyclura è in declino, e alcune specie o sottospecie sono a tutti gli effetti minacciate di estinzione. Tale declino è fortemente correlato all'arrivo degli Europei su queste isole, allo sviluppo delle loro infrastrutture e all'importazione di animali non endemici come ratti neri, procioni, cani, manguste, cinghiali, gatti, capre e pecore che distruggono i nidi, mangiano i giovani o competono con gli adulti per il consumo dei vegetali. Anche il bracconaggio per la carne o per alimentare il traffico di animali da compagnia esotici costituisce una minaccia. Sono all'opera numerosi programmi di salvaguardia per la conservazione di queste specie, basati sull'eradicazione degli animali introdotti, sul trasferimento di esemplari verso isole dove erano scomparse, sull'istituzione di riserve naturali e sull'allevamento in cattività, che permette di rilasciare in natura iguane adulte che hanno trascorso lo stadio giovanile in completa protezione.

## Descrizione

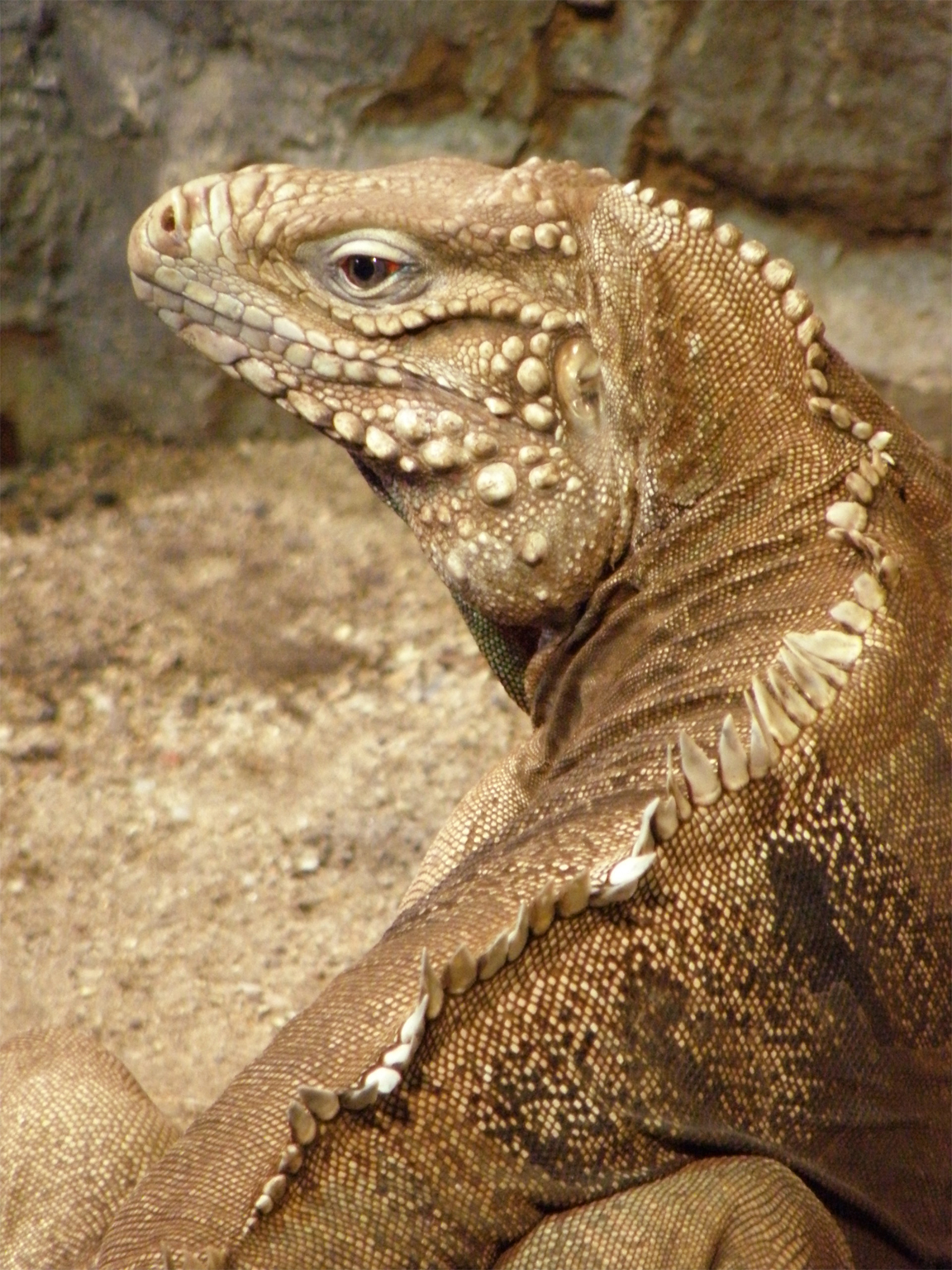
Le iguane del genere Cyclura possiedono una cresta spinosa sul dorso.

Queste iguane presentano generalmente un dimorfismo sessuale ben marcato; i maschi sono più grandi delle femmine, possiedono una cresta dorsale più prominente e pori femorali più grandi sulle cosce, che vengono utilizzati per rilasciare feromoni.
Le iguane del genere Cyclura possiedono un organo fotosensibile bianco sulla sommità della testa, l'occhio parietale. Questo «occhio» presenta una retina e un cristallino rudimentali che non consentono di visualizzare immagini, ma sono sensibili ai cambiamenti di luminosità e possono rilevare i movimenti.

## Biologia

### Comportamento

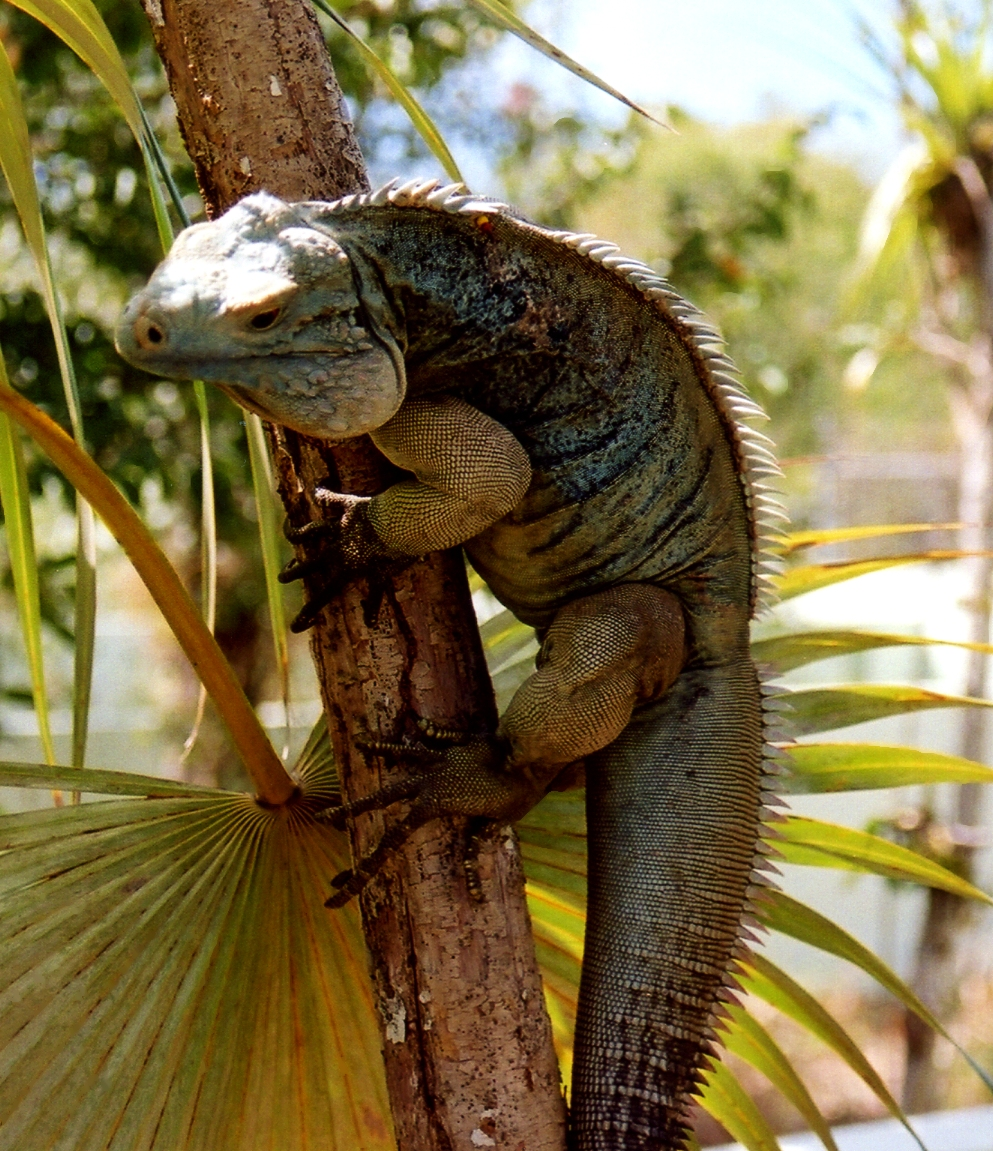
Queste iguane prevalentemente terricole sono anche in grado di arrampicarsi sugli alberi.

Le iguane Cyclura sono animali diurni, che trascorrono parte della giornata riscaldandosi al sole per mantenere la loro termoregolazione. La notte si ritirano in una grotta, in un tronco d’albero cavo, in una tana o in una fessura tra le rocce. Sono prevalentemente terricole, ma presentano ancora abitudini arboricole. Si arrampicano sugli alberi con grande abilità; giovani di età inferiore alle due settimane sono stati osservati su cespugli di 1,5 m di altezza. Sono anche animali territoriali: i maschi dominanti difendono dagli altri maschi un territorio dove sono presenti una o più femmine. Tale comportamento è meno pronunciato in alcune specie e su alcune isole, soprattutto in quelle dove la densità di popolazione è elevata. Le femmine non sono territoriali, ma difendono i nidi durante la loro costruzione e talvolta durante alcune settimane dopo la deposizione delle uova.
Come le altre specie di iguane, le Cyclura comunicano tra loro particolarmente attraverso movimenti della testa, ed è sempre con questo tipo di movimenti che i maschi cercano di intimidire i loro congeneri o di attirare le femmine. Utilizzano inoltre questo tipo di movimenti della testa per fronteggiare i predatori. Come quella di molte altre lucertole, la coda ricresce nel caso venga recisa, con una velocità che varia in base all'età dell'animale e alla posizione in cui è avvenuta la rescissione.

### Alimentazione

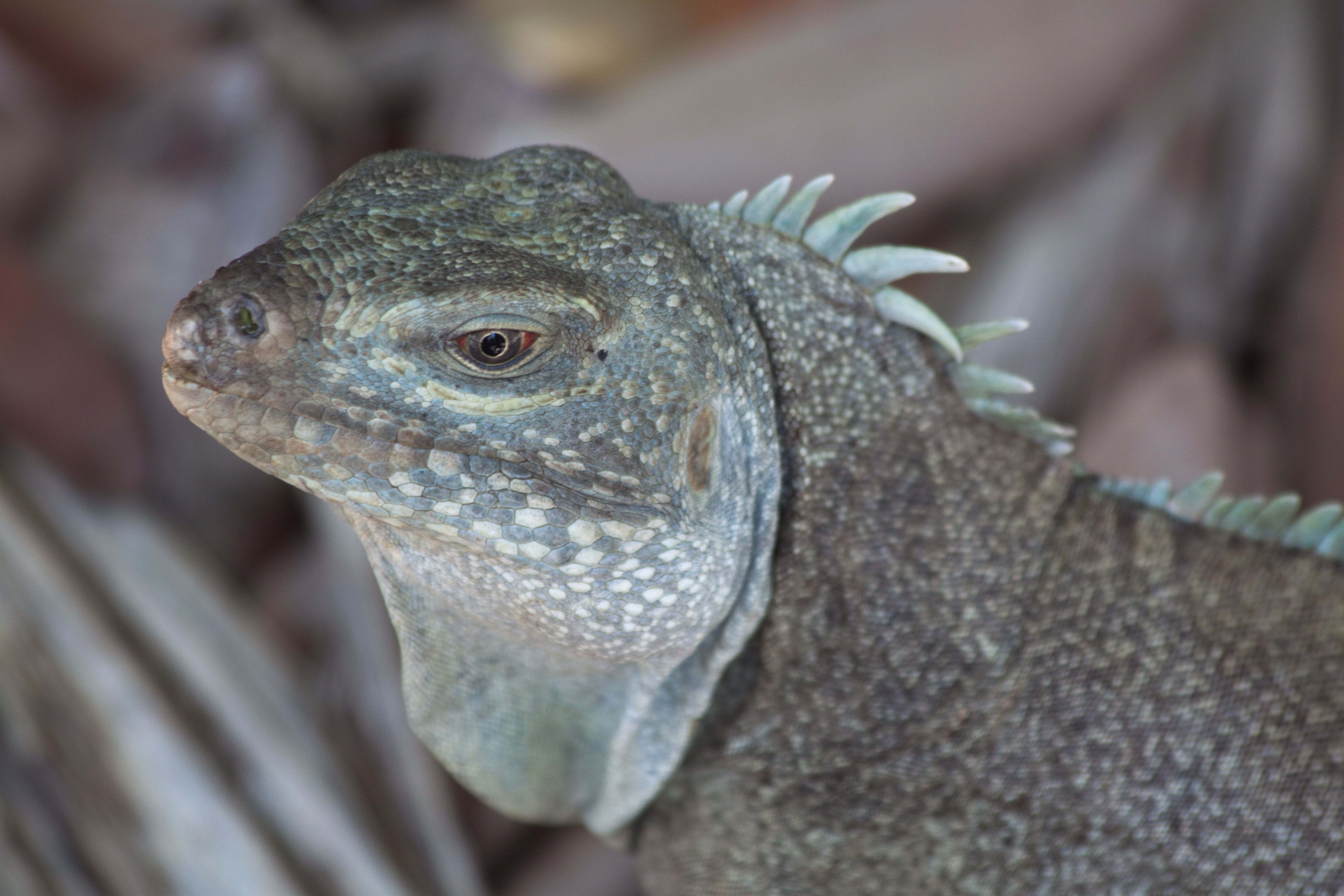
Testa di Cyclura carinata.

La maggior parte delle specie del genere Cyclura sono essenzialmente erbivore: consumano foglie, fiori e frutti di varie specie di piante. Uno studio condotto nel 2000 dalla dottoressa Allison Alberts allo zoo di San Diego ha rivelato che questi animali partecipano alla dispersione dei semi di numerose piante, e che i semi che sono passati attraverso il loro tratto digerente germinano più rapidamente degli altri. I semi contenuti nei frutti consumati dalle iguane godono di un reale vantaggio adattativo, in quanto germinano prima della fine della breve stagione delle piogge. Le Cyclura costituiscono inoltre un ottimo sistema di dispersione dei semi, in particolare quando le femmine migrano verso i siti di nidificazione e, dato che sono i più grandi erbivori del loro ecosistema insulare, sono essenziali per mantenere un equilibrio tra il clima e la vegetazione.
Come le altre lucertole erbivore, le iguane del genere Cyclura devono fronteggiare un problema di osmoregolazione: la materia vegetale contiene più potassio e meno sostanze nutritive rispetto alla carne e gli animali devono quindi consumarne grandi quantità per soddisfare il loro fabbisogno metabolico. A differenza di quelli dei mammiferi, i reni dei rettili non possono concentrare la loro urina per conservare l’acqua corporea. Al contrario, i rettili espellono attraverso la loro cloaca degli acidi urici tossici. Nel caso delle Cyclura, che consumano molti vegetali, l’eccesso di ioni salini viene espulso attraverso una ghiandola del sale, allo stesso modo degli uccelli.

### Longevità
Un'iguana blu ribattezzata «Godzilla» catturata a Grand Cayman nel 1950 dal naturalista Ira Thompson venne portata negli Stati Uniti nel 1985 da Ramon Noegel e venduta a un allevatore, Tom Crutchfield, nel 1990. Crutchfield offrì Godzilla al Gladys Porter Zoo di Brownsville, in Texas, nel 1997 e la lucertola rimase lì fino alla morte, sopraggiunta nel 2004. Thompson stima che Godzilla aveva 15 anni quando venne catturata. Con i suoi 69 anni, dei quali 54 trascorsi in cattività, Godzilla potrebbe essere la lucertola più longeva della quale esistano dati affidabili.

## Distribuzione e habitat

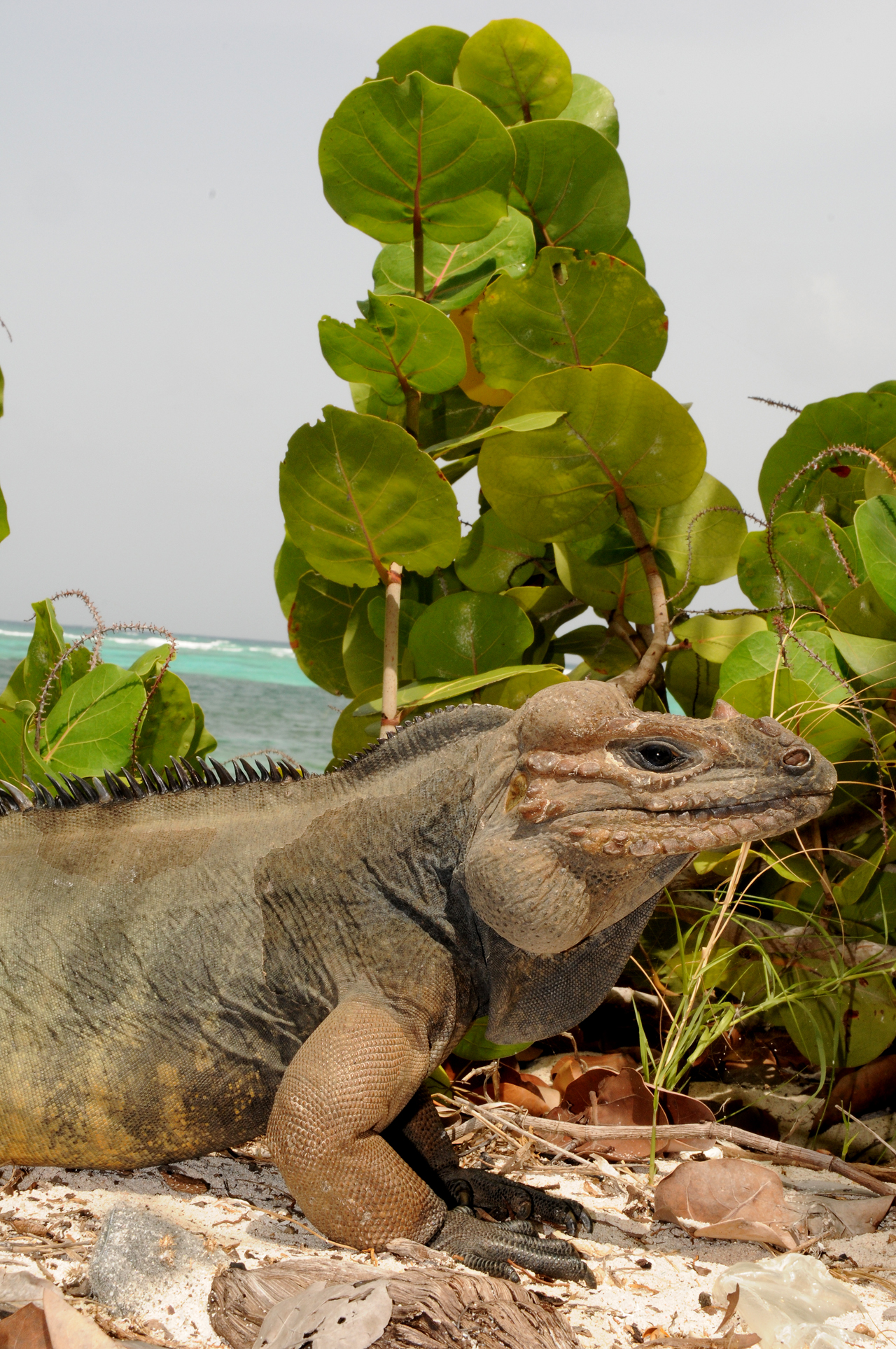
Iguana rinoceronte sull’isola di Mona.

Le nove specie di questo genere sono endemiche delle Antille. La loro distribuzione geografica è degna di nota, in quanto ne sono presenti una sola ed unica specie per isola o gruppo di isole, fatta eccezione per l'isola di Hispaniola, che ospita Cyclura cornuta e Cyclura ricordi. Come per altri animali che vivono su queste isole, osserviamo in loro un esempio di evoluzione divergente nel quale gruppi di animali rimasti isolati tra loro e sottoposti a condizioni di vita differenti hanno dato vita ad adattamenti correlati al tipo di habitat in cui si sono trovati.
L’habitat tipico di questi animali sono le foreste secche spinose dei Caraibi, con un substrato calcareo eroso che presenti fessure e grotte dove essi trovano rifugio. Per queste iguane è inoltre importante la presenza di spiagge o altre zone dal suolo sabbioso e mobile, ove scavano le proprie tane e i loro nidi.

## Tassonomia e storia evolutiva

### Storia evolutiva
|  | \| \| Cyclura nubila \| \| \| \| \| \| Cyclura cychlura \| \| \| \| |
|  |                                                                     |
|  | Cyclura lewisi                                                      |
|  |                                                                     |
|  | Cyclura nubila                                                      |
|  |                                                                     |
|  | Cyclura cychlura                                                    |
|  |                                                                     |

|  | Cyclura nubila   |
|  |                  |
|  | Cyclura cychlura |
|  |                  |

|  | \| \| Cyclura nubila \| \| \| \| \| \| Cyclura cychlura \| \| \| \| |
|  |                                                                     |
|  | Cyclura lewisi                                                      |
|  |                                                                     |
|  | Cyclura nubila                                                      |
|  |                                                                     |
|  | Cyclura cychlura                                                    |
|  |                                                                     |

|  | Cyclura nubila   |
|  |                  |
|  | Cyclura cychlura |
|  |                  |

|  | \| \| Cyclura nubila \| \| \| \| \| \| Cyclura cychlura \| \| \| \| |
|  |                                                                     |
|  | Cyclura lewisi                                                      |
|  |                                                                     |
|  | Cyclura nubila                                                      |
|  |                                                                     |
|  | Cyclura cychlura                                                    |
|  |                                                                     |

|  | Cyclura nubila   |
|  |                  |
|  | Cyclura cychlura |
|  |                  |

|  | \| \| Cyclura nubila \| \| \| \| \| \| Cyclura cychlura \| \| \| \| |
|  |                                                                     |
|  | Cyclura lewisi                                                      |
|  |                                                                     |
|  | Cyclura nubila                                                      |
|  |                                                                     |
|  | Cyclura cychlura                                                    |
|  |                                                                     |

|  | Cyclura nubila   |
|  |                  |
|  | Cyclura cychlura |
|  |                  |

|  | \| \| Cyclura carinata \| \| \| \| \| \| Cyclura ricordi \| \| \| \| |
|  |                                                                      |
|  | Cyclura cornuta                                                      |
|  |                                                                      |
|  | Cyclura carinata                                                     |
|  |                                                                      |
|  | Cyclura ricordi                                                      |
|  |                                                                      |

|  | Cyclura carinata |
|  |                  |
|  | Cyclura ricordi  |
|  |                  |

|  | \| \| Cyclura nubila \| \| \| \| \| \| Cyclura cychlura \| \| \| \| |
|  |                                                                     |
|  | Cyclura lewisi                                                      |
|  |                                                                     |
|  | Cyclura nubila                                                      |
|  |                                                                     |
|  | Cyclura cychlura                                                    |
|  |                                                                     |

|  | Cyclura nubila   |
|  |                  |
|  | Cyclura cychlura |
|  |                  |

|  | \| \| Cyclura nubila \| \| \| \| \| \| Cyclura cychlura \| \| \| \| |
|  |                                                                     |
|  | Cyclura lewisi                                                      |
|  |                                                                     |
|  | Cyclura nubila                                                      |
|  |                                                                     |
|  | Cyclura cychlura                                                    |
|  |                                                                     |

|  | Cyclura nubila   |
|  |                  |
|  | Cyclura cychlura |
|  |                  |

|  | \| \| Cyclura nubila \| \| \| \| \| \| Cyclura cychlura \| \| \| \| |
|  |                                                                     |
|  | Cyclura lewisi                                                      |
|  |                                                                     |
|  | Cyclura nubila                                                      |
|  |                                                                     |
|  | Cyclura cychlura                                                    |
|  |                                                                     |

|  | Cyclura nubila   |
|  |                  |
|  | Cyclura cychlura |
|  |                  |

|  | \| \| Cyclura nubila \| \| \| \| \| \| Cyclura cychlura \| \| \| \| |
|  |                                                                     |
|  | Cyclura lewisi                                                      |
|  |                                                                     |
|  | Cyclura nubila                                                      |
|  |                                                                     |
|  | Cyclura cychlura                                                    |
|  |                                                                     |

|  | Cyclura nubila   |
|  |                  |
|  | Cyclura cychlura |
|  |                  |

|  | \| \| Cyclura carinata \| \| \| \| \| \| Cyclura ricordi \| \| \| \| |
|  |                                                                      |
|  | Cyclura cornuta                                                      |
|  |                                                                      |
|  | Cyclura carinata                                                     |
|  |                                                                      |
|  | Cyclura ricordi                                                      |
|  |                                                                      |

|  | Cyclura carinata |
|  |                  |
|  | Cyclura ricordi  |
|  |                  |

|  | \| \| Cyclura nubila \| \| \| \| \| \| Cyclura cychlura \| \| \| \| |
|  |                                                                     |
|  | Cyclura lewisi                                                      |
|  |                                                                     |
|  | Cyclura nubila                                                      |
|  |                                                                     |
|  | Cyclura cychlura                                                    |
|  |                                                                     |

|  | Cyclura nubila   |
|  |                  |
|  | Cyclura cychlura |
|  |                  |

|  | \| \| Cyclura nubila \| \| \| \| \| \| Cyclura cychlura \| \| \| \| |
|  |                                                                     |
|  | Cyclura lewisi                                                      |
|  |                                                                     |
|  | Cyclura nubila                                                      |
|  |                                                                     |
|  | Cyclura cychlura                                                    |
|  |                                                                     |

|  | Cyclura nubila   |
|  |                  |
|  | Cyclura cychlura |
|  |                  |

|  | \| \| Cyclura nubila \| \| \| \| \| \| Cyclura cychlura \| \| \| \| |
|  |                                                                     |
|  | Cyclura lewisi                                                      |
|  |                                                                     |
|  | Cyclura nubila                                                      |
|  |                                                                     |
|  | Cyclura cychlura                                                    |
|  |                                                                     |

|  | Cyclura nubila   |
|  |                  |
|  | Cyclura cychlura |
|  |                  |

|  | \| \| Cyclura nubila \| \| \| \| \| \| Cyclura cychlura \| \| \| \| |
|  |                                                                     |
|  | Cyclura lewisi                                                      |
|  |                                                                     |
|  | Cyclura nubila                                                      |
|  |                                                                     |
|  | Cyclura cychlura                                                    |
|  |                                                                     |

|  | Cyclura nubila   |
|  |                  |
|  | Cyclura cychlura |
|  |                  |

|  | \| \| Cyclura carinata \| \| \| \| \| \| Cyclura ricordi \| \| \| \| |
|  |                                                                      |
|  | Cyclura cornuta                                                      |
|  |                                                                      |
|  | Cyclura carinata                                                     |
|  |                                                                      |
|  | Cyclura ricordi                                                      |
|  |                                                                      |

|  | Cyclura carinata |
|  |                  |
|  | Cyclura ricordi  |
|  |                  |

|  | \| \| Cyclura nubila \| \| \| \| \| \| Cyclura cychlura \| \| \| \| |
|  |                                                                     |
|  | Cyclura lewisi                                                      |
|  |                                                                     |
|  | Cyclura nubila                                                      |
|  |                                                                     |
|  | Cyclura cychlura                                                    |
|  |                                                                     |

|  | Cyclura nubila   |
|  |                  |
|  | Cyclura cychlura |
|  |                  |

|  | \| \| Cyclura nubila \| \| \| \| \| \| Cyclura cychlura \| \| \| \| |
|  |                                                                     |
|  | Cyclura lewisi                                                      |
|  |                                                                     |
|  | Cyclura nubila                                                      |
|  |                                                                     |
|  | Cyclura cychlura                                                    |
|  |                                                                     |

|  | Cyclura nubila   |
|  |                  |
|  | Cyclura cychlura |
|  |                  |

|  | \| \| Cyclura nubila \| \| \| \| \| \| Cyclura cychlura \| \| \| \| |
|  |                                                                     |
|  | Cyclura lewisi                                                      |
|  |                                                                     |
|  | Cyclura nubila                                                      |
|  |                                                                     |
|  | Cyclura cychlura                                                    |
|  |                                                                     |

|  | Cyclura nubila   |
|  |                  |
|  | Cyclura cychlura |
|  |                  |

|  | \| \| Cyclura nubila \| \| \| \| \| \| Cyclura cychlura \| \| \| \| |
|  |                                                                     |
|  | Cyclura lewisi                                                      |
|  |                                                                     |
|  | Cyclura nubila                                                      |
|  |                                                                     |
|  | Cyclura cychlura                                                    |
|  |                                                                     |

|  | Cyclura nubila   |
|  |                  |
|  | Cyclura cychlura |
|  |                  |

|  | \| \| Cyclura carinata \| \| \| \| \| \| Cyclura ricordi \| \| \| \| |
|  |                                                                      |
|  | Cyclura cornuta                                                      |
|  |                                                                      |
|  | Cyclura carinata                                                     |
|  |                                                                      |
|  | Cyclura ricordi                                                      |
|  |                                                                      |

|  | Cyclura carinata |
|  |                  |
|  | Cyclura ricordi  |
|  |                  |

### Tassonomia
Il nome del genere Cyclura deriva dal greco antico cyclos (κύκλος), che significa «circolare», e ourá (οὐρά), che significa «coda», e si riferisce ai grandi anelli ben visibili sulla coda di tutti i rappresentanti di questo genere.
Secondo quanto riportato, al giugno 2025, Reptarium Reptile Database, il genere comprende le seguenti 11 specie:
- Cyclura carinata Harlan, 1824
- Cyclura collei Gray, 1845
- Cyclura cornuta (Bonnaterre, 1789)
- Cyclura cychlura (Cuvier, 1829)
- Cyclura lewisi Grant, 1940
- Cyclura nubila (Gray, 1831)
- Cyclura onchiopsis (Cope, 1885)
- Cyclura pinguis Barbour, 1917
- Cyclura ricordii (Duméril & Bibron, 1837)
- Cyclura rileyi Stejneger, 1903
- Cyclura stejnegeri Barbour & Noble, 1916

## Rapporti con l’uomo

### Minacce

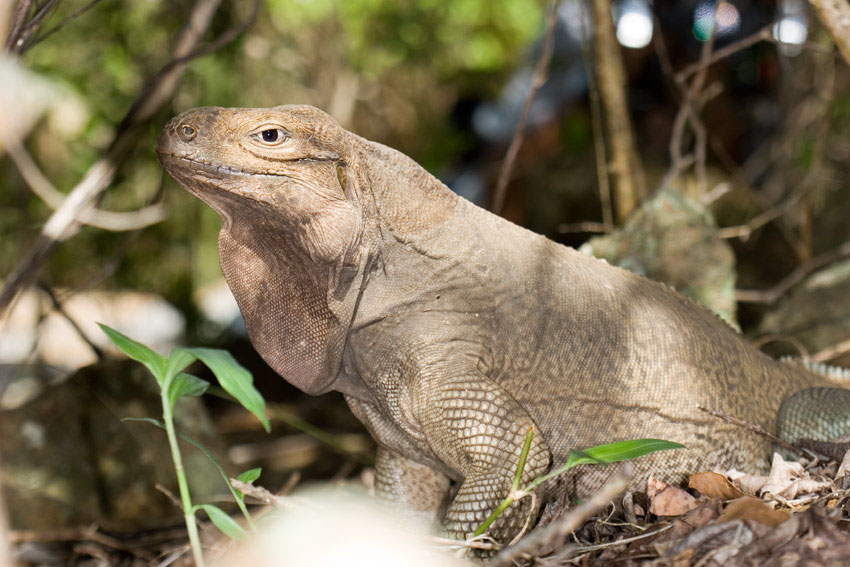
Cyclura pinguis è una specie in pericolo critico di estinzione.

Le iguane del genere Cyclura sono tra le lucertole più minacciate di estinzione del mondo. Il loro areale insulare limitato le rende in effetti molto sensibili alla distruzione dell’habitat, minaccia che si fa sempre più sentire a causa dello sviluppo di attività umane come il turismo, l’estrazione di calcare e lo sfruttamento forestale per ricavare legname o carbone vegetale. Inoltre, varie specie introdotte dall'uomo su queste isole, come ratti neri, procioni, cani, manguste, cinghiali e gatti, hanno provocato gravi danni alle iguane, divorando i giovani e distruggendo i nidi. Il bestiame, come capre e pecore, compete con le iguane per le risorse alimentari, in quanto il pascolare priva questi animali delle loro abituali fonti di cibo. Su numerose isole, le iguane costituiscono anche una fonte di nutrimento per la popolazione locale che dà loro la caccia per mangiarle. È stata proprio questa pratica che ha segnato l'inizio del declino di queste specie già in epoca precolombiana, molto tempo prima delle devastazioni correlate all'arrivo degli Europei su queste isole, quando le popolazioni degli Aruachi e dei Lucaiani cominciarono a integrare la loro dieta consumando questi animali. Sono inoltre oggetto di bracconaggio per alimentare il traffico degli animali da compagnia esotici, nonostante i divieti della CITES.

### Conservazione
Lo zoo di Indianapolis è impegnato nella ricerca e nella messa in pratica di misure di conservazione per preservare le specie di Cyclura. Il progetto specifico denominato Project Iguana condotto da questo zoo consente la salvaguardia delle iguane dei Caraibi e la conservazione del loro habitat contribuendo a educare i locali, gestendo programmi di allevamento in cattività e conducendo studi scientifici su questi animali.
Gli obiettivi di questo progetto sono:
- lavorare con il Ricord's Iguana Recovery Group sull'ISG's Species Recovery Plan;
- identificare gli animali su Isla Cabritos, in Repubblica Dominicana[25];
- determinare il livello di vitamina D delle iguane dei Caraibi ospitate negli zoo prima e dopo l’esposizione al sole;
- continuare a sviluppare il programma a lungo termine di allevamento in cattività dell’iguana blu e di Cyclura collei allo zoo di Indianapolis[27];
- lavorare in collaborazione con lo ZOODOM (lo zoo nazionale della Repubblica Dominicana) per sviluppare un programma di allevamento in cattività di Cyclura ricordi[25];
- sviluppare attività didattiche sulle iguane dei Caraibi e sul loro habitat[19].